# 1er corps amphibie
Pour les articles homonymes, voir 1er corps d'armée.
Le 1er corps amphibie des Marines (en anglais I Marine Amphibious Corps ou I MAC), est une formation du Corps des Marines des États-Unis. Il est créé le 1er octobre 1942, avec la plupart du personnel transféré du Corps amphibie de la flotte du Pacifique (ACPF). Il est ensuite déployé dans la South Pacific Area - un commandement militaire multinational dirigé par les États-Unis et actif pendant la Seconde Guerre mondiale, qui fait partie du commandement de la zone Océan Pacifique - d'abord à Hawaï, puis en Nouvelle-Calédonie.

## Histoire
Le Corps des Marines n'étant pas satisfait du leadership de son commandant, le major général Clayton B. Vogel (en), le commandant Thomas Holcomb (en) ordonne à Alexander Vandegrift de prendre le commandement. Vandegrift, commandant de la 1re division de Marines pendant la bataille de Guadalcanal, est promu lieutenant général.
Le général Vandegrift reprend le commandement du corps lorsque son successeur désigné pour la campagne de Bougainville, le général de division Charles D. Barrett (en), décède à la suite d'une chute du balcon de ses quartiers en Nouvelle-Calédonie. Le général Vandegrift dirige le 1er corps amphibie pendant l'invasion et est ensuite nommé commandant.
Le corps est composé de la 3e division de Marines, de la 37e division d'infanterie, de la 8e brigade néo-zélandaise (en) et du 53e bataillon de construction navale (Seabees). Il mène la campagne de Bougainville. Lorsque le 53e bataillon est affecté au Corps des Marines, il est rebaptisé Naval Construction Battalion First Marine Amphibious Corps (Bataillon de construction navale du premier corps amphibie des Marines).
Le 15 avril 1944, le 1er corps est rebaptisé 3e corps amphibie (III Amphibious Corps).

## Structure de commandement

### Commandement général
- Major General Clayton B. Vogel (en) : 1er octobre 1942 – Juillet 1943
- Major General Alexander Vandegrift : Juillet 1943 – 27 septembre 1943
- Major General Charles D. Barrett (en) : 27 septembre 1943 – 8 octobre 1943
- Major General Alexander Vandegrift : 8 octobre 1943 – 1er novembre 1943
- Major General Roy Geiger : 9 novembre 1943 – 30 juin 1945 (en tant que 3e corps amphibie)
- Major General Keller Rockey : 30 juin 1945 – 10 juin 1946

### Chefs d'état-major
- Brigadier general Archie F. Howard (en) : 1er octobre 1942 – Juillet 1943
- Colonel Gerald C. Thomas : Juillet 1943 – 9 novembre 1943
- Brigadier general Alfred H. Noble (en) : 10 novembre 1943 – 17 décembre 1943
- Brigadier general Oscar R. Cauldwell : 18 décembre 1943 – Janvier 1944
- Brigadier general Merwin H. Silverthorn (en) : Janvier 1944 – 30 juin 1945
- Brigadier general William A. Worton (en) : 30 juin 1945 – 10 juin 1946

### Commandants du corps d'artillerie
- Brigadier general Pedro del Valle : Avril 1944 – Octobre 1944
- Brigadier general David R. Nimmer

### Officiers du personnel (C-1)
- Lieutenant Colonel Joseph C. Burger (en) : Octobre 1942 – Novembre 1943
- Colonel William J. Scheyer (en) : Novembre 1943 – Septembre 1944
- Colonel Gale T. Cummings

### Officiers de renseignement (C-2)
- Lieutenant Colonel William F. Coleman
- Lieutenant Colonel Sidney S. Wade (en)

### Officiers des opérations (C-3)
- Lieutenant Colonel Merrill B. Twining
- Lieutenant Colonel Edward W. Snedeker (en) : Septembre 1943 – Décembre 1943
- Colonel Walter A. Wachtler : Décembre 1943 – Juillet 1945

### Officiers de logistique (C-4)
- Colonel Leonard E. Rea (en)
- Lieutenant Colonel Frederick L. Wieseman (en) : Août 1943 – Août 1944
- Colonel Francis B. Loomis Jr. (en) : Août 1944 – Juillet 1945
- Colonel Earl S. Piper (en) : Juillet 1945 – Juillet 1946

### Officiers du plan (C-5)
- Colonel Dudley S. Brown (en) : Octobre 1942 – Juillet 1943
- Colonel Elmer H. Salzman (en)
- Colonel Benjamin W. Gally : Juillet 1945 – 24 juin 1946

## Insigne
L'insigne du Corps est un bouclier à champ bleu orné de la constellation de la Croix du Sud en blanc et d'un losange rouge carré bordé d'un liseré blanc au centre. Différents éléments du Corps ont utilisé ce dessin de base avec leur insigne de mission en blanc sur le centre rouge.
- Diamant rouge uni - Quartier général du corps d'armée
- Canons antiaériens – Bataillon de défense
- Ballon – Bataillon de ballon de barrage
- Canons croisés – Artillerie
- Parachute – Parachutistes
- Crâne – Bataillons de chasseurs
- Étoile – Logistique et approvisionnement
- Château ailé – Ingénieurs aéronautiques
- La 1re division de marines adopte le même modèle, avec le numéro 1 et le mot Guadalcanal.
- 23 – Plus tard, le 23e régiment de Marines (en) adopte le modèle de base sans que le diamant ne soit entouré de blanc.